# Абрамович Абрам Григорович
Абра́м Григо́рович Абрамо́вич (21 грудня 1909 (3 січня 1910), с. Катеринка, Ананьївський повіт, Херсонська губернія, Російська імперія — 10 липня 1937, Брунете, Іспанія) — учасник Громадянської війни в Іспанії 1936—1939, командир танкового взводу, лейтенант Червоної Армії, Герой Радянського Союзу (03.11.1937).

## Життєпис
- 3 січня 1910 року — народився у селі Катеринка, нині — Первомайського району Миколаївської області, єврей;
- 1920-і роки — після закінчення семирічки працював пекарем на Одещині;
- 1930—1931 роки — забійник шахти на Донбасі;
- 1931—1932 роки — такелажник судноремонтного заводу в Одесі;
- 1932 рік — призваний до Червоної Армії;
- 1937 рік — учасник Громадянської війни в Іспанії на боці республіканців як командир танкового взводу 4-ї окремої механізованої бригади;
- березень 1937 року — нагороджений орденом Червоного Прапора за бої під Ґвадалахарою;
- 10 липня 1937 року — помер від ран та опіків, отриманих напередодні від прямого попадання ворожого снаряду у танк на західних підступах до Мадриду, похований у місті Брунете;
- 3 листопада 1937 року — посмертно удостоєний звання Герой Радянського Союзу (із врученням ордену Леніна; після введення 1 серпня 1939 особливої відзнаки — медалі «Золота Зірка» — ця нагорода під № 48 була вручена доньці Абрама Абрамовича).